# 히가시 렌타
히가시 렌타(일본어: 東 廉太, 2004년 6월 17일~)는 일본의 축구 선수이다.

## 구단 경력
그는 2022년 J1리그의 FC 도쿄에 입단했다. 2023년 8월 J3리그의 SC 사가미하라로 임대 이적했다. 2024년 FC 도쿄로 복귀했다. 2025년 J3리그의 기라반츠 기타큐슈로 이적했다.